# レナスII 封印の使徒
『レナスII 封印の使徒』（LENNUS2 ふういんのしと）は、1996年7月26日に日本のアスミックから発売されたスーパーファミコン用ロールプレイングゲーム。
同社から発売された『レナス 古代機械の記憶』（1992年）の続編。地底世界アンデルに光をもたらすため、神である主人公のファルスが4つの秘宝を入手するため旅に出るという内容。基本的なシステムは前作と同様であるが、すべてのコマンドを十字キーのみで実行できるなど操作性が向上している。
開発はミントおよびフィルインカフェが行い、スタッフは前作から引き続きプロデューサーは岡本博および小川真司、シナリオおよびディレクターは柴尾英令、音楽は田中公平が担当している。

## ゲーム内容
基本的には前作と同じ。以下は今作からの新システム。
どこでもセーブの追加、前作では戦闘のみだった十字キーによる片手操作が全てのコマンド操作で可能に、精霊習熟度が倒した敵の属性精霊を取得し上がるシステムに変更、前作の「幸運」パラメーターを廃止し、呪文の威力に影響する「知性」パラメーターを追加、といった様々な改良がされた。また今作はパートナーがいない為、傭兵を3人まで加入させられるようになった。
呪文は所持している精霊を装備する事で使用できるシステムになり、一度に装備できる精霊は2つまで、装備精霊の交換は街の交換所で行う。街で精霊書を買う前作と違い、最初から持っている3つの精霊以外は神殿でBOSS精霊を倒して獲得する。
状態異常に「いし」という「きぜつ」と同じ効果を持つ新たな状態異常が追加されたが、あるイベントでしかならない上、治療もイベントのみ。

## 設定

### ストーリー
暗い闇に覆われた地底世界アンデル。光をもたらす「神」として目覚めた少年ファルスは、5人の使徒と共に「大統一」の儀式を行うため旅立つ。だが、その目的の影には恐るべき陰謀が渦巻いていた・・・。

### 舞台
アンデル
物語のスタートとなる地下世界。エルツの地下深くに存在する。
耳の長いテラノ族と言う種族が住んでいる。
エルツ
ライガの衛星の1つ。
レナス
ライガの衛星の1つで、前作ではこの星が舞台となった。ペトロ、ミディアの故郷。
ライガ
レナスとエルツを衛星に持つ惑星で、レナスに文明をもたらしたとされる英雄コーム、ソフィ、ガブニードス達の故郷。
エルツやレナスを凌ぐ文明を誇っていたが、数万年前から惑星として徐々に衰退を迎えており、ライガの人間や文明を延命させる為にグラナダは「大統一」を計画した。

## 登場人物

### メインキャラクター
ファルス
本作の主人公。神として目覚めた少年。
ペトロ
ニグレンの長城の主で、その正体は前作の主人公・チェズニ。ファルスに「大統一」を阻止するようにと命ずる。
ミディア
幻影城の主。
グラナダ
本作の最終ボス。惑星ライガにおける破壊を司る神で、命を司る神メーベとは対をなす。ファルスにアンデルの「大統一」を行わせた張本人。
ベルツ
グラナダ配下の大統一4天使のリーダー格。
ビジョルド
大統一4天使の一人。
バルモド
大統一4天使の一人。
ブズー
大統一4天使の一人。4天使の中で唯一2回戦うことになる。
エフレム
ファルスを石化の呪いをかけた悪女。

## スタッフ
- シナリオ、ディレクター：柴尾英令
- エグゼクティブ・プロデューサー：中村直人、二村俊行、甲斐宏彰
- プロデューサー：岡本博
- コ・プロデューサー：小川真司
- コンセプチュアル・アート：加藤洋之、後藤啓介
- 音楽：田中公平
- モンスター・デザイン：今井修司
- スペシャルFX・スーパーバイザー：角銅博之
- プログラム・ディレクター：楫泰行
- イベント・プログラマー：岸田操
- バトルシーケンス・プログラマー：つかやかずき
- スペシャルFX・プログラマー：Youderng
- ファースト・アシスタント・プログラマー：鈴木雅
- グラフィック・ディレクター、背景グラフィック・アーティスト：靄澤秀二
- モンスター・グラフィック・ディレクター：梶井健、八坂圭佑
- モンスター・グラフィック・アーティスト：阿部賢一、馬場哲、はやしひろし、手塚敏、堂本篤史
- オブジェクト・グラフィック・アーティスト：御守淳子
- サウンド・デザイン、パフォーム：森彰彦
- パブリシティ・リレーションズ：細谷淳子、川越千夏、伊藤あき子
- マーケティング・スタッフ：小野幹夫、大西俊秀、岩浪泰幸、持原俊子、和田俊輔
- スペシャル・サンクス：森慎一郎、舘向博樹、金子孝弘、多田吉弘
- アソシエイト・スタッフ：笠井修、高橋麻里、中島学、小野美恵、棚橋和幸
- 協力：アルカディア、イメージワークス、ミント、フィルインカフェ、マーブルソフト、銀河のロボ企画 (since 1991)

## 評価
ゲーム誌『ファミ通』の「クロスレビュー」では合計23点（満40点）、『ファミリーコンピュータMagazine』の読者投票による「ゲーム通信簿」での評価は以下の通り、20.1点（満30点）となっている。
| 項目 | キャラクタ | 音楽 | お買い得度 | 操作性 | 熱中度 | オリジナリティ | 総合 |
| 得点 | 3.6        | 3.4  | 3.1        | 3.3    | 3.4    | 3.4            | 20.1 |

- ゲームムック『ハード末期に発売された名作ゲーム集』では「難度はやや高いが、3つの世界が舞台なだけにボリュームもたっぷりなので、やり応えは抜群だ」と評されている[4]。